# 效度
效度又稱有效度，是研究方法中關於測量方法能否如實反映所欲測量對象的能力，即测量值与实际值相符合的程度。一項效度高的衡量較一項效度低的衡量更為準確。
譬如以一個國家的國會是否定期經人民於公平公開的競爭性普選產生；政府領袖是否經人民直接選舉或由人民直選產生的國會間接選舉產生；國會內的有效政黨數目；言論自由、新聞自由、出版自由、集會自由、結社自由等人權是否受保障等指標來衡量一個國家是否自由民主就比一個國家是否有憲法、是否存在投票制度、有多少位國會議員等來得更精確。
效度（有效度）與信度(可信度)是判斷研究設計、過程、與結果是否科學的兩項重要指標。

## 分類
度量工具能重覆顯示相同結果（信度高）又能正確量出所量之物就是有效度，而其中可以以下不同的形式:33
- 表面效度:測驗給人的第一印象，非事實能測到什麼，可使受試者安心或感到親切，增加配合度。
- 建構效度（英語：Construct validity）：某工具是否真的量度所測之物[5][6]，如用作文來考人的數學運算能力。
- 內容效度、邏輯效度（英語：content validity、logical validity）：測驗內容是否能代表樣本行為（代表性、適切性）
- 內部效度（英語：Internal validity）：會否影響變量間的關係，例如學校一開始精英班或普通班，再用新的教學法「隨機分配」在精英班，測試學生的成績變化
- 外部效度（英語：External validity）：能否將一個實驗的結果套在其他地方上，例如某間富人的小學能否代表整個國家的小學情況。
- 效標效度 （英語：Criterion validity、concrete validity）：與其他量度工具的關係。
- 預測效度 （英語：Predictive validity）：在一個已有的測驗結果能否可以用來估計其他相關測驗，例如用托福的成績來估計雅思的英文掌握等級。
- 同時效度：兩個量度工具能否給類似結果。
- 收歛效度：不同量度工具能否有效測量同一概念。
- 區辨效度：量度工具能否有效分出不同的情況，如有病與健康。
- 生態效度：外部效度的一種，指樣本推論至其他母體的程度。
- 母體效度：外部效度的一種，樣本推論至所代表母體的程度。